# یواس‌اس رودز (دی‌ئی-۳۸۴)
یواس‌اس رودز (دی‌ئی-۳۸۴) (به انگلیسی: USS Rhodes (DE-384)) یک کشتی بود که طول آن ۳۰۶ فوت (۹۳ متر) بود. این کشتی در سال ۱۹۴۳ ساخته شد.